# Partidul Fascist Albanez
Partidul Fascist Albanez (albaneză: Partia Fashiste Shqiptare, italiană: Fascista Albanese Partito ) a fost un partid fascist în Albania creat după ocupația acesteia de Italia când în țară s-a impus fascismul. A fost înființat de către albanezi în timpul ocupației italiene. Partidul a guvernat Albania între 1939 și 1943 sub un regim totalitar după modelul italian.

## Istorie
PFA a fost o ramură a Partidului Național Italian Fascist (PNF), cu Benito Mussolini, în fruntea lui și a organizat de-a lungul aceleași linii și principii, cu propriile sale obiceiuri. Acest partid  nu a fost niciodată o mișcare de masă, cu membri raportați la 13 mai 1940, cu toate acestea, în timpul PFA-ului la putere, el a avut viziunea de Albania Mare, extinderea frontierelor de Albaniei în Epir și Kosovo. Aderarea evreilor albanezi era interzisă. Exclus de la unele profesii, cum ar fi educația; viitor liderul comunist Enver Hoxha și-a pierdut slujba și de asemenea, ca un profesor a refuzat să se alăture PFA-ului.
La începutul anului 1943, Maliq Bej Bushati, un anti-monarhist naționalist, a reorganizat PFA ca "Garda Albaniei Mare" și a lucrat la distanța dintre Albania și Italia, izbitoarele simboluri fasciste din pavilion (două fețe, câte una pe fiecare parte a vulturul albanez) și afirmarea autonomiei albaneze în multe sfere. Cu toate acestea, capitularea Italiei a dus la ocuparea țării de către Germania nazistă și a schimbat situația politică din țară.
La preluarea germană, liderul Ernst Kaltenbrunner a reorganizat Garda Marii Albania în albaneză  Partidul Național Socialist, care a avut controlul oficial asupra Albaniei. Controlul german asupra Albaniei nu a fost învins decât în alte teritorii; guvernul albanez nazist nu a putut extinde persecutarea sistematică a evreilor de la deportare sau crime. Voluntari albanezi au putut forma o divizie SS, Divizia 21 de Munte Waffen SS Skanderbeg (prima albaneză)⁠(en)[traduceți].
În timpul în care a guvernat Albania, PFA a întreprins mai multe campanii de expulzare și de exterminare a evreilor, sârbilor , grecilor și aromânilor .

### Secretarii Partidului Fascist Albanez
- 1939-1941 - Tefik Mborja
- 1941-1943 - Jup Kazazi
- 1943 - Kol Bib Mirakaj